# Chiesa di San Giorgio Martire (Rovolon)
La chiesa di San Giorgio Martire è la parrocchiale di Rovolon, in provincia e diocesi di Padova; fa parte del vicariato dei Colli.

## Storia

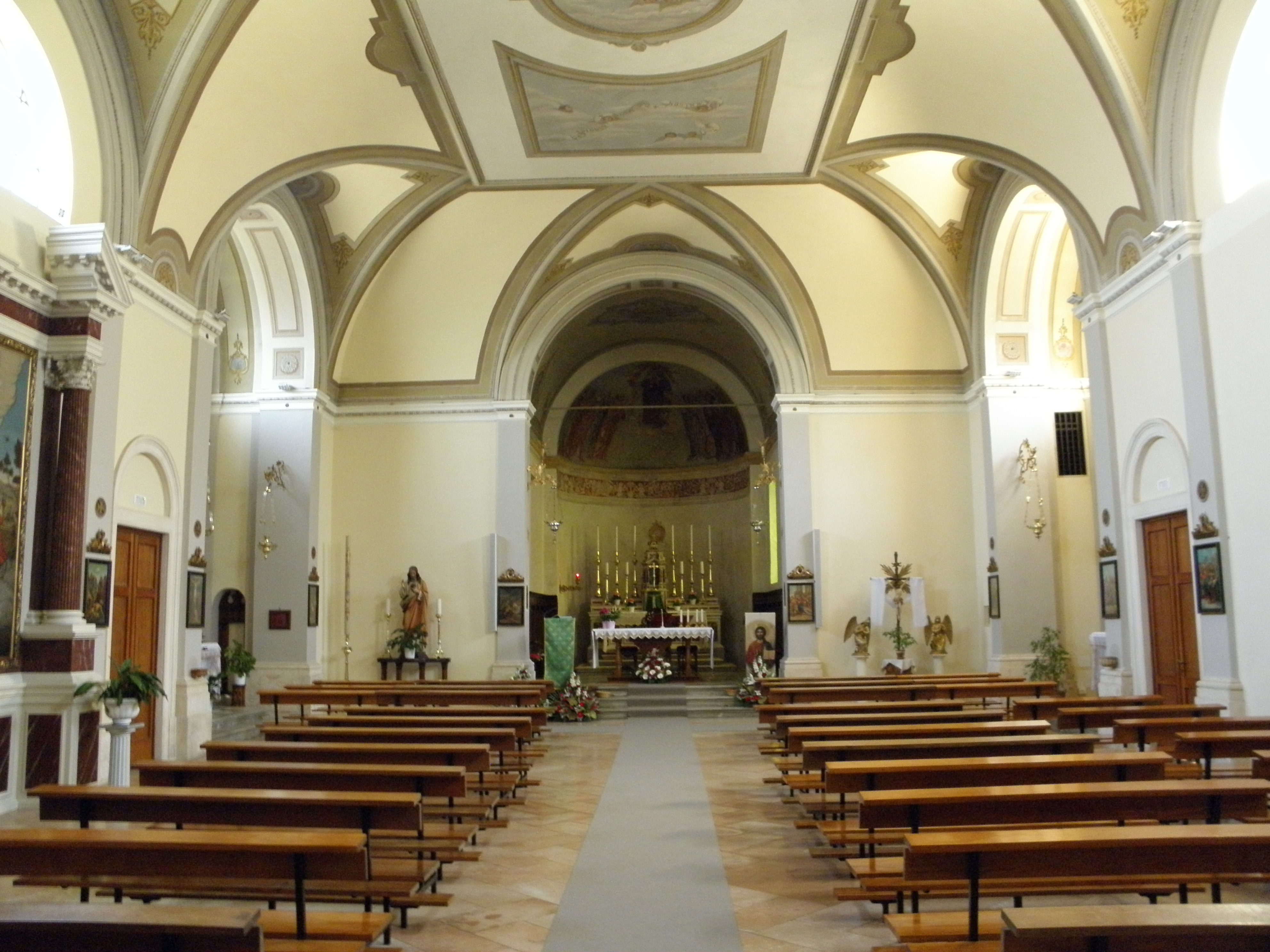
L'interno

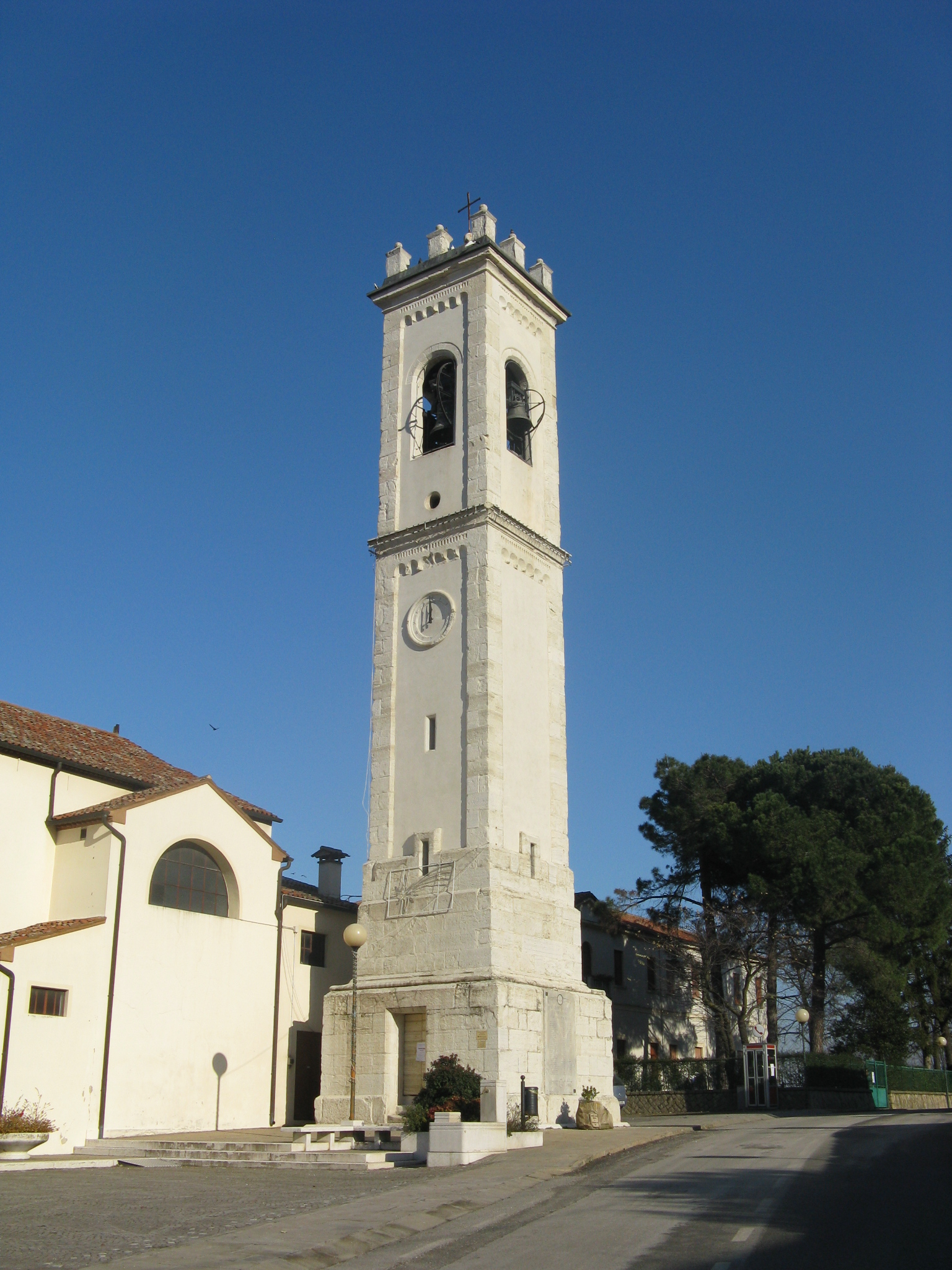
Il campanile

La prima citazione di una chiesa a Rovolon risale al 970. Da un documento del 1297 si apprende che la pieve di Rovolon aveva come filiale la chiesetta di Carbonara. L'attuale parrocchiale venne edificata nel 1499 e consacrata nel 1502 dal vescovo Pietro Barozzi. Nel 1587 la parrocchia fu ridotta di dimensioni in seguito all'erezione di quella di Bastia, nel 1865 terminarono i lavori di costruzione del nuovo campanile e, nel 1895, si procedette al restauro dell'interno della chiesa. Tra il 1905 ed il 1910 vennero edificate due piccole cappelle laterali per ospitare altrettanti altari e fu rifatto il tetto. Infine, nel 2017 la chiesa ha subito un importante restauro.